# Truinas
Truinas est une commune française située dans le département de la Drôme, en région Auvergne-Rhône-Alpes.

## Géographie

### Localisation
Rattachée à la communauté de communes Dieulefit-Bourdeaux, la commune de Truinas est située à 10 km au nord de Dieulefit.

### Relief et géologie

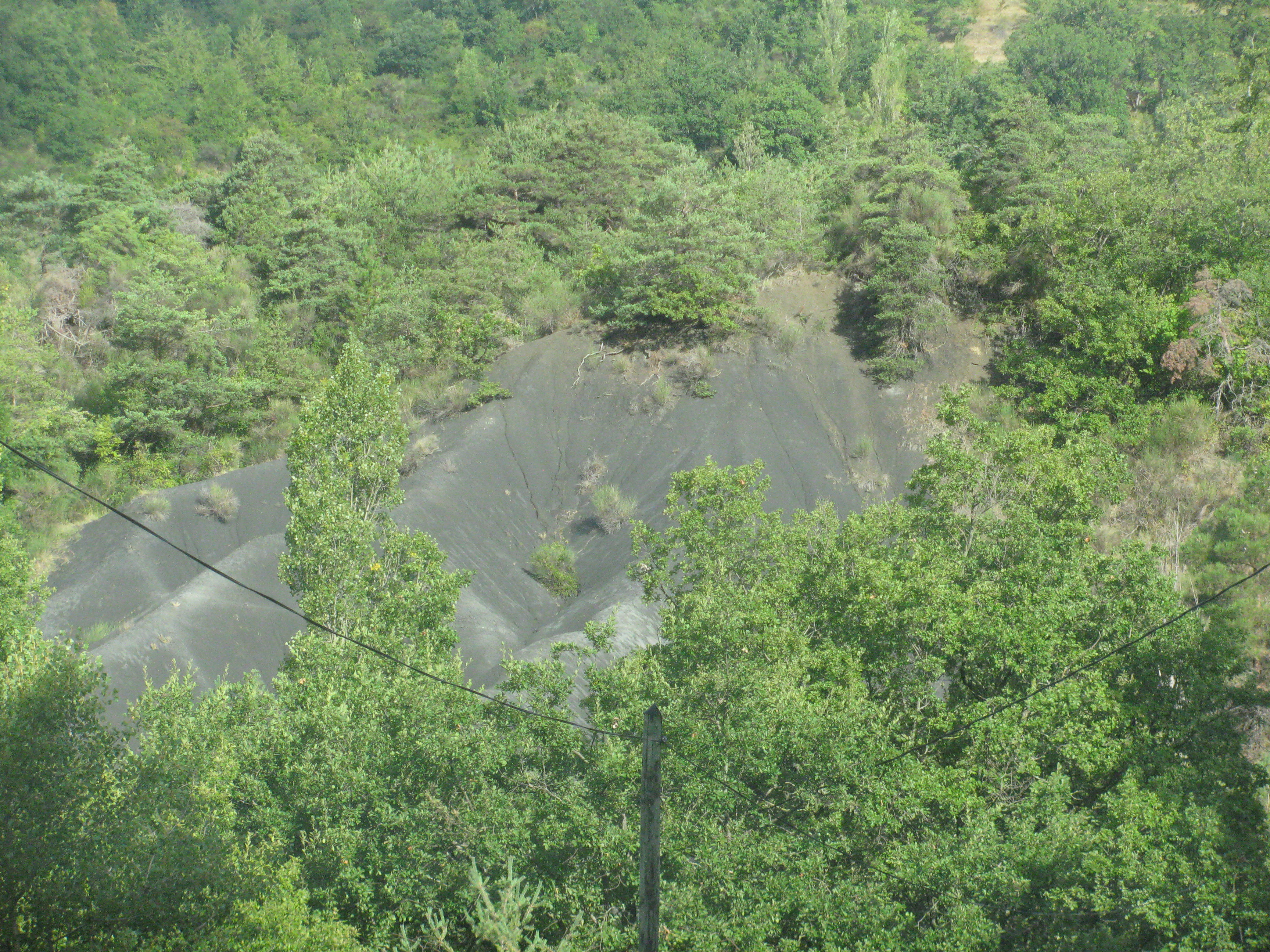
marnes noires de l'Oxfordien.
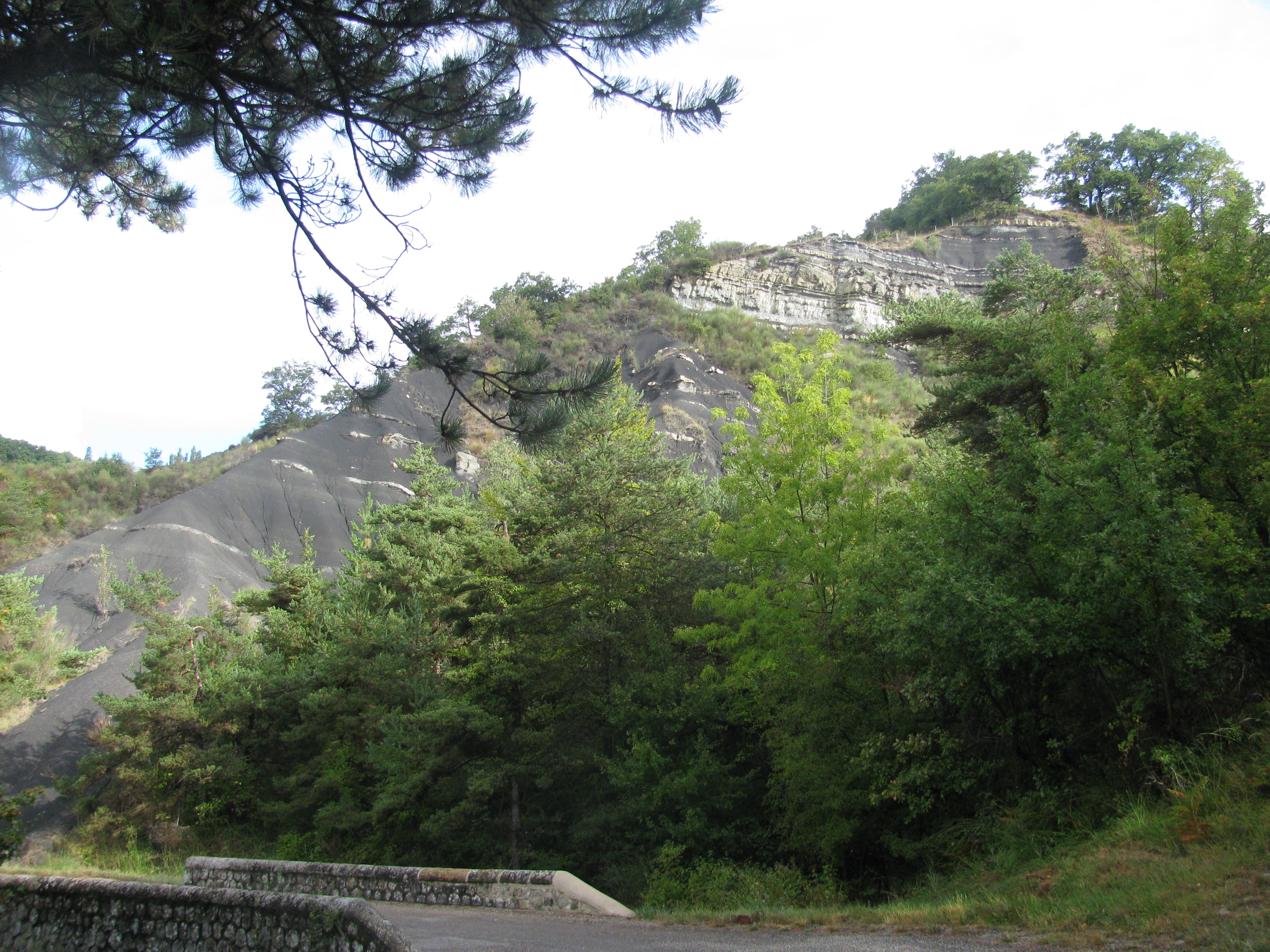
Strates de marnes noires et de calcaire.
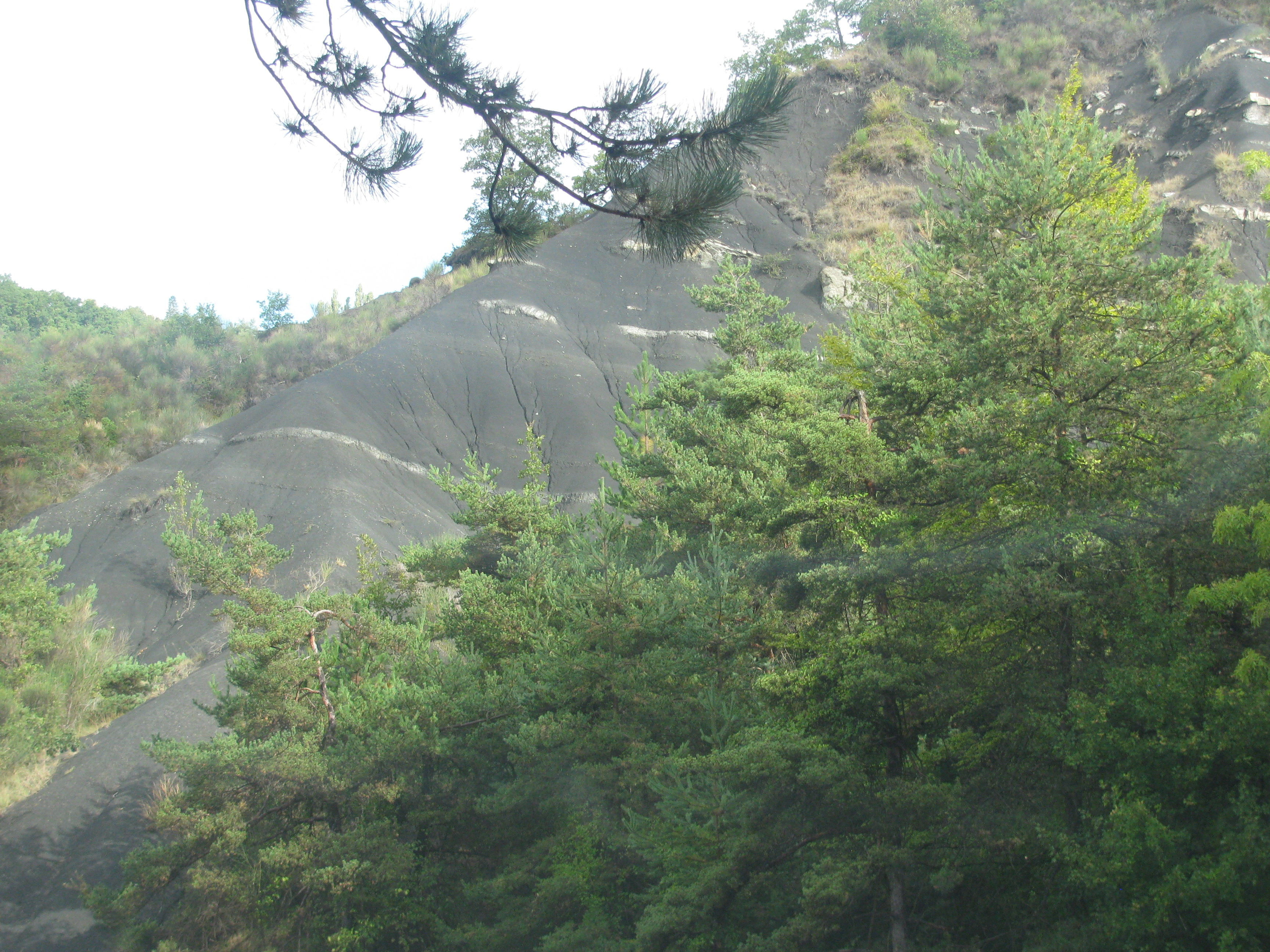
Marnes noires entrecoupées de petites strates calcaires.

### Hydrographie

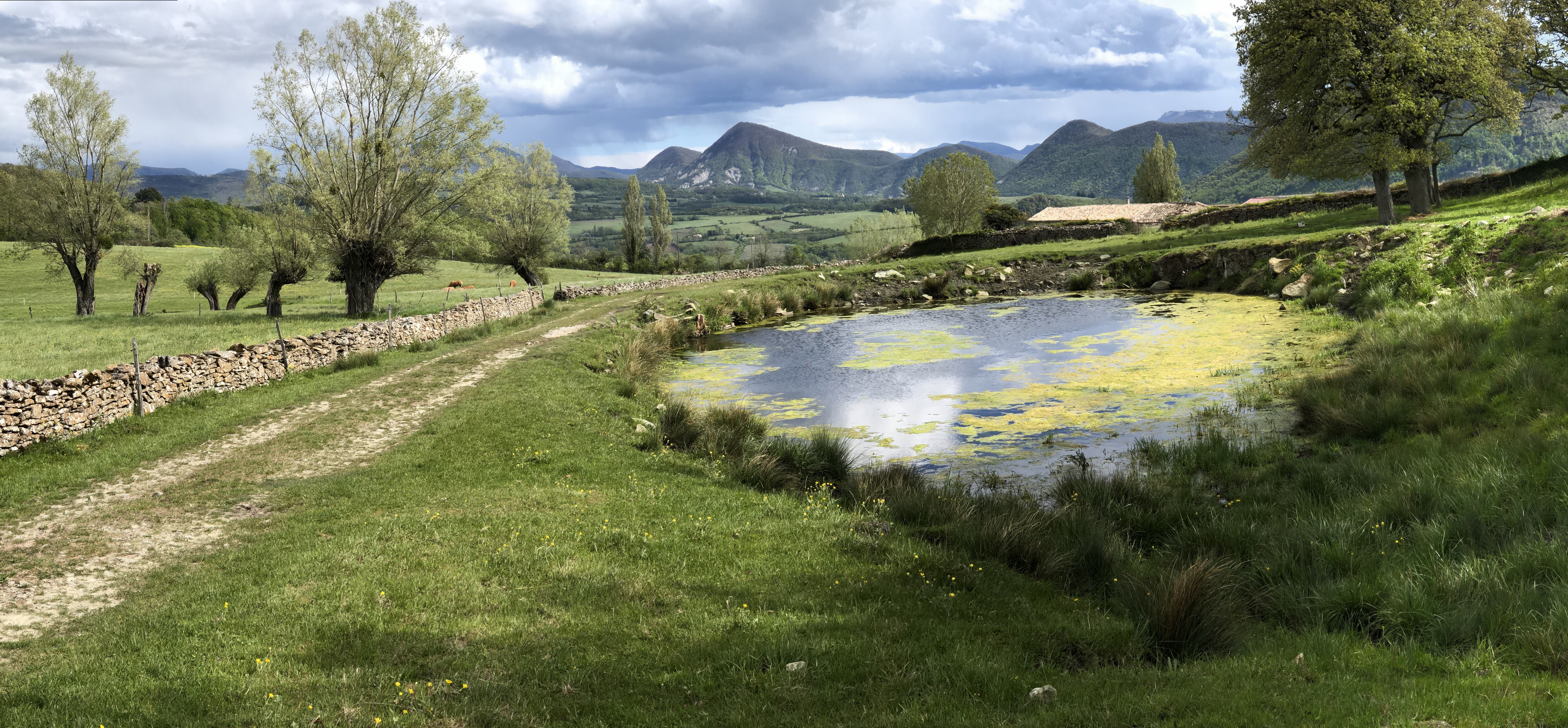
Mare pour le bétail au nord de la commune de Truinas

La commune est arrosée par la rivière Rimandoule.

### Climat
Pour des articles plus généraux, voir Climat d'Auvergne-Rhône-Alpes et Climat de la Drôme.
En 2010, le climat de la commune est de type climat méditerranéen altéré, selon une étude du Centre national de la recherche scientifique s'appuyant sur une série de données couvrant la période 1971-2000. En 2020, Météo-France publie une typologie des climats de la France métropolitaine dans laquelle la commune est exposée à un climat de montagne ou de marges de montagne et est dans la région climatique  Alpes du sud, caractérisée par une pluviométrie annuelle de 850 à 1 000 mm, minimale en été. 
Pour la période 1971-2000, la température annuelle moyenne est de 11,7 °C, avec une amplitude thermique annuelle de 16,7 °C. Le cumul annuel moyen de précipitations est de 942 mm, avec 7,6 jours de précipitations en janvier et 4,2 jours en juillet. Pour la période 1991-2020, la température moyenne annuelle observée sur la station météorologique de Météo-France la plus proche, « Bourdeaux », sur la commune de Bourdeaux à 4 km à vol d'oiseau, est de 11,9 °C et le cumul annuel moyen de précipitations est de 953,4 mm,. Pour l'avenir, les paramètres climatiques de la commune estimés pour 2050 selon différents scénarios d'émission de gaz à effet de serre sont consultables sur un site dédié publié par Météo-France en novembre 2022.

### Voies de communication et transports

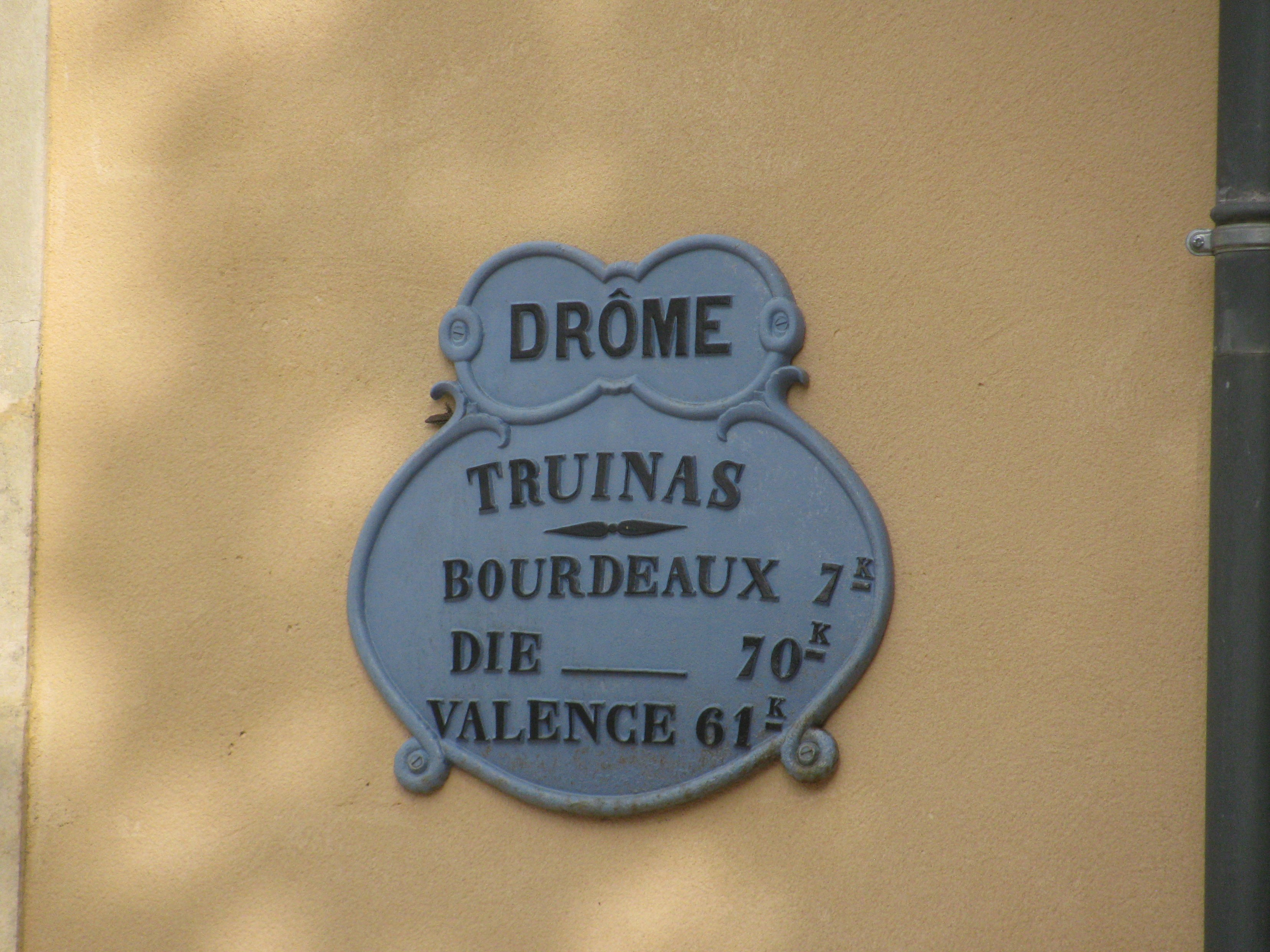
Plaque de cocher à Truinas.

## Urbanisme

### Typologie
Au 1er janvier 2024, Truinas est catégorisée commune rurale à habitat très dispersé, selon la nouvelle grille communale de densité à 7 niveaux définie par l'Insee en 2022.
Elle est située hors unité urbaine et hors attraction des villes,.

### Occupation des sols
L'occupation des sols de la commune, telle qu'elle ressort de la base de données européenne d’occupation biophysique des sols Corine Land Cover (CLC), est marquée par l'importance des territoires agricoles (59,5 % en 2018), une proportion sensiblement équivalente à celle de 1990 (58,7 %). La répartition détaillée en 2018 est la suivante : 
forêts (40,5 %), prairies (37,7 %), terres arables (12,3 %), zones agricoles hétérogènes (9,5 %). L'évolution de l’occupation des sols de la commune et de ses infrastructures peut être observée sur les différentes représentations cartographiques du territoire : la carte de Cassini (XVIIIe siècle), la carte d'état-major (1820-1866) et les cartes ou photos aériennes de l'IGN pour la période actuelle (1950 à aujourd'hui).

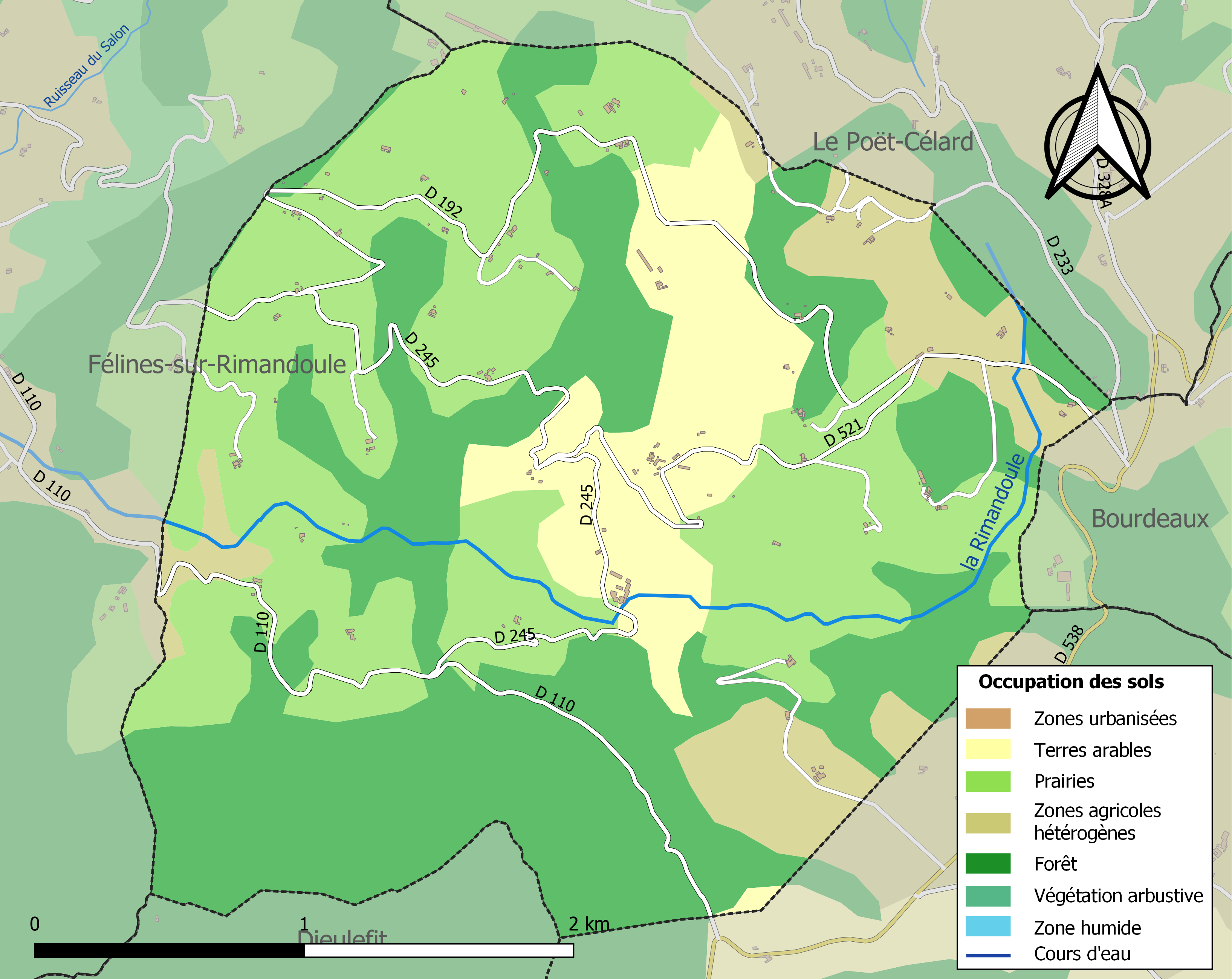
Carte des infrastructures et de l'occupation des sols de la commune en 2018 (CLC).

### Morphologie urbaine

#### Hameaux et lieux-dits
- Boutière.
- Bruzon.

## Toponymie

### Attestations
Dictionnaire topographique du département de la Drôme :
- 1269 : castrum de Truiniaco (Valbonnais, II, 162).
- 1281 : castrum de Truynatio (Valbonnais, II, 1106).
- XIVe siècle : mention du prieuré : prioratus de Truynatio (pouillé de Die).
- 1449 : mention du prieuré : prioratus de Triniaco (pouillé hist.).
- 1450 : mention de la paroisse Saint-Marcel : cura de Sancto Marcello de Planis (Rev. de l'évêché de Die).
- 1464 : Troynacium (archives de la Drôme, E 2511).
- 1509 : mention de l'église paroissiale Saint-Marcel : ecclesia parrochialis Sancti Marcelli de Truinacio (visites épiscopales).
- 1519 : mention du prieuré et de la paroisse : prioratus cum cura de Truinassio (rôle de décimes).
- 1530 : Troynas (archives de la Drôme, E 5456).
- 1619 : mention du prieuré et de la paroisse : le prioré cure de Truynas (rôle de décimes).
- 1627 : Truinans (visites épiscopales).
- 1644 : Truynas (visites épiscopales).
- 1891 : Truinas, commune du canton de Bourdeaux.

## Histoire

### Du Moyen Âge à la Révolution
La seigneurie :
- Au point de vue féodal, Truinas était une terre du fief des comtes de Diois puis des évêques de Die. Elle fut disputée aux comtes de Valentinois[13].
- Elle fait partie du fief des commandeurs du Poët-Laval (ordre de Saint-Jean de Jérusalem) et de l'arrière-fief des comtes de Valentinois[12].
- 1300 : possession des Chavanon[12].
- La terre passe aux Eurre[12].
- Milieu XVIe siècle : une partie des droits passe (par héritage) aux Brottin[12].
- 1593 : une autre part passe aux Charency[12].
- Milieu XVIIIe siècle : la part des Brottin passe aux Alrics[12].
- Les Vesc succèdent aux Alrics[12].
- Les Moreton de Chabrillan succèdent aux Vesc[12].
- En 1789, les Moreton possèdent les trois quarts de la seigneurie. Le dernier quart appartient aux Armand de Blacons qui avaient succédé aux Charency[12].

Avant 1790, Truinas était une paroisse du diocèse de Die formant, avec celle des Comps, une communauté de l'élection, subdélégation et sénéchaussée de Montélimar.

Son église, dédiée premièrement à saint Marcel puis à saint Didier, était celle d'un prieuré de l'ordre de Saint-Benoît (de la dépendance de l'abbaye de Cruas) qui fut uni à la cure au début du XVIe siècle et dont le titulaire avait les dîmes de la paroisse.

L'église de Truinas ayant été ruinée avant 1633, le service paroissial se fit dès lors dans l'église du Poët-Célard.

### De la Révolution à nos jours
En 1790, la commune fait partie du canton de Bourdeaux.

## Politique et administration

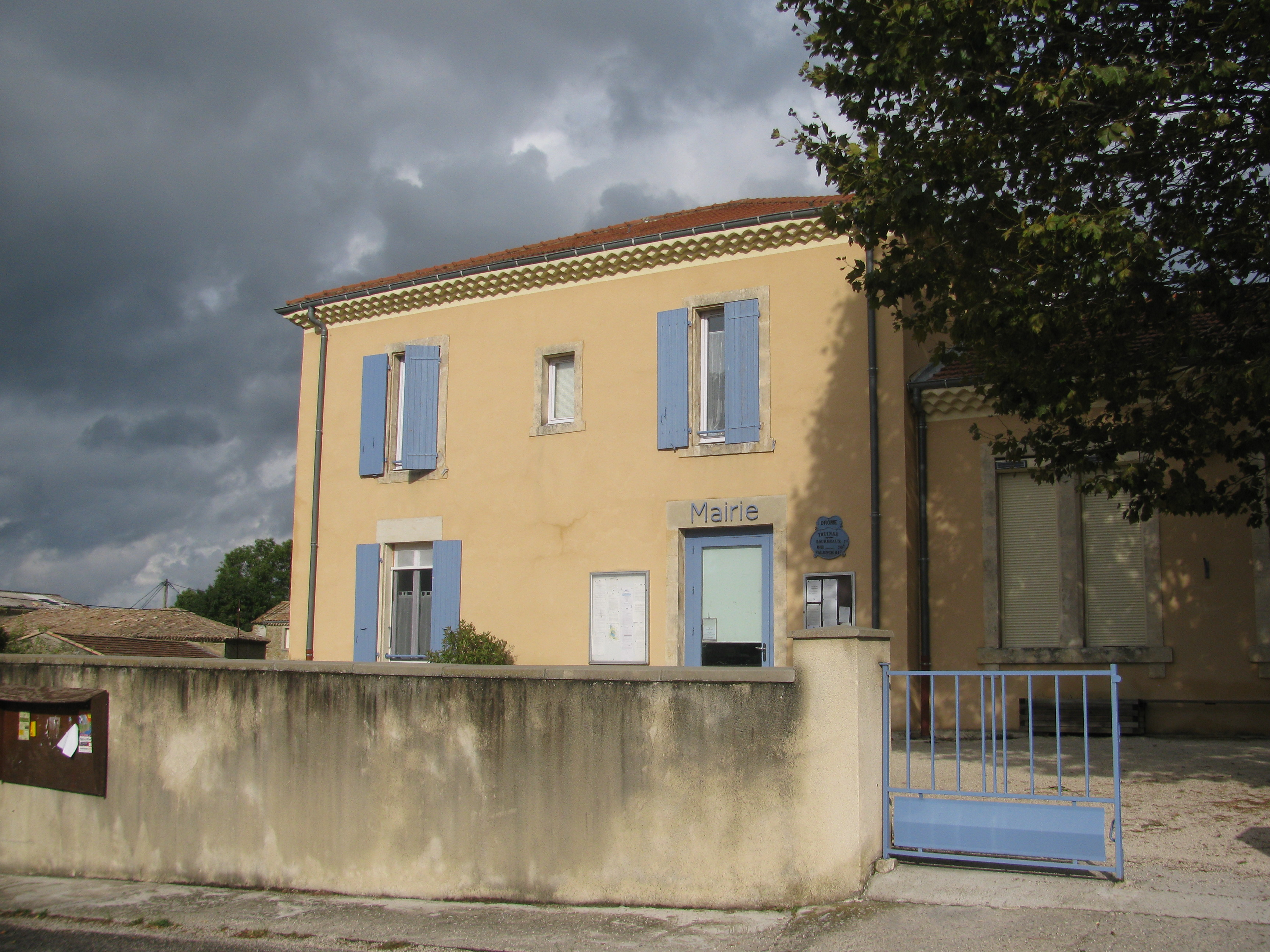
Mairie de la commune de Truinas.

### Liste des maires
| Période                                  | Période                        | Identité                          | Étiquette | Qualité                      |
| ---------------------------------------- | ------------------------------ | --------------------------------- | --------- | ---------------------------- |
| Les données manquantes sont à compléter. |                                |                                   |           |                              |
| 1871                                     |                                | ?                                 |           |                              |
| 1874                                     |                                | ?                                 |           |                              |
| 1878                                     |                                | ?                                 |           |                              |
| 1884                                     |                                | ?                                 |           |                              |
| 1888                                     |                                | ?                                 |           |                              |
| 1892                                     |                                | ?                                 |           |                              |
| 1896                                     |                                | ?                                 |           |                              |
| 1900                                     |                                | ?                                 |           |                              |
| 1904                                     |                                | ?                                 |           |                              |
| 1908                                     |                                | ?                                 |           |                              |
| 1912                                     |                                | ?                                 |           |                              |
| 1919                                     |                                | ?                                 |           |                              |
| 1925                                     |                                | ?                                 |           |                              |
| 1929                                     |                                | ?                                 |           |                              |
| 1935                                     |                                | ?                                 |           |                              |
| 1945                                     |                                | ?                                 |           |                              |
| 1947                                     |                                | ?                                 |           |                              |
| 1953                                     |                                | ?                                 |           |                              |
| 1959                                     |                                | ?                                 |           |                              |
| 1965                                     |                                | ?                                 |           |                              |
| 1971                                     |                                | ?                                 |           |                              |
| 1977                                     |                                | ?                                 |           |                              |
| 1983                                     |                                | ?                                 |           |                              |
| 1989                                     | 1995                           | Gustave Gabiller                  |           |                              |
| 1995                                     | 2001                           | ?                                 |           |                              |
| 2001                                     | 2008                           | Serge Terrot                      | DVG       | retraité (fonction publique) |
| 2008                                     | 2014                           | Serge Terrot                      |           | maire sortant                |
| 2014                                     | 2020                           | Serge Terrot                      |           | maire sortant                |
| 2020                                     | En cours (au 21 décembre 2020) | Serge Terrot[source insuffisante] |           | maire sortant                |

## Population et société

### Démographie
L'évolution du nombre d'habitants est connue à travers les recensements de la population effectués dans la commune depuis 1793. Pour les communes de moins de 10 000 habitants, une enquête de recensement portant sur toute la population est réalisée tous les cinq ans, les populations de référence des années intermédiaires étant quant à elles estimées par interpolation ou extrapolation. Pour la commune, le premier recensement exhaustif entrant dans le cadre du nouveau dispositif a été réalisé en 2006.

En 2022, la commune comptait 143 habitants, en évolution de +17,21 % par rapport à 2016 (Drôme : +2,64 %, France hors Mayotte : +2,11 %).
| 1793 | 1800 | 1806 | 1821 | 1831 | 1836 | 1841 | 1846 | 1851 |
| ---- | ---- | ---- | ---- | ---- | ---- | ---- | ---- | ---- |
| 204  | 223  | 209  | 262  | 277  | 271  | 289  | 305  | 305  |

| 1856 | 1861 | 1866 | 1872 | 1876 | 1881 | 1886 | 1891 | 1896 |
| ---- | ---- | ---- | ---- | ---- | ---- | ---- | ---- | ---- |
| 335  | 308  | 318  | 324  | 310  | 313  | 322  | 301  | 289  |

| 1901 | 1906 | 1911 | 1921 | 1926 | 1931 | 1936 | 1946 | 1954 |
| ---- | ---- | ---- | ---- | ---- | ---- | ---- | ---- | ---- |
| 259  | 262  | 243  | 198  | 202  | 178  | 176  | 161  | 139  |

| 1962 | 1968 | 1975 | 1982 | 1990 | 1999 | 2006 | 2011 | 2016 |
| ---- | ---- | ---- | ---- | ---- | ---- | ---- | ---- | ---- |
| 125  | 117  | 80   | 104  | 107  | 112  | 131  | 131  | 122  |

| 2021 | 2022 | - | - | - | - | - | - | - |
| ---- | ---- | - | - | - | - | - | - | - |
| 135  | 143  | - | - | - | - | - | - | - |

### Enseignement
La commune relève de l'académie de Grenoble.

### Médias
- Le Dauphiné libéré, quotidien régional.
- L'Agriculture drômoise, journal hebdomadaire d'informations agricoles et rurales. Il couvre l'ensemble du département de la Drôme.
- France bleu, radio.

### Cultes
L'église paroissiale et la communauté catholique de la commune relèvent de la Paroisse Sainte Famille du Crestois dont la maison paroissiale est située à Crest. Cette paroisse est rattachée au diocèse de Valence.

## Économie

### Agriculture
En 1992 : céréales, lavande, fourrage, ovins, bovins, caprins.
- Produits locaux : fromage Picodon[13].

### Tourisme

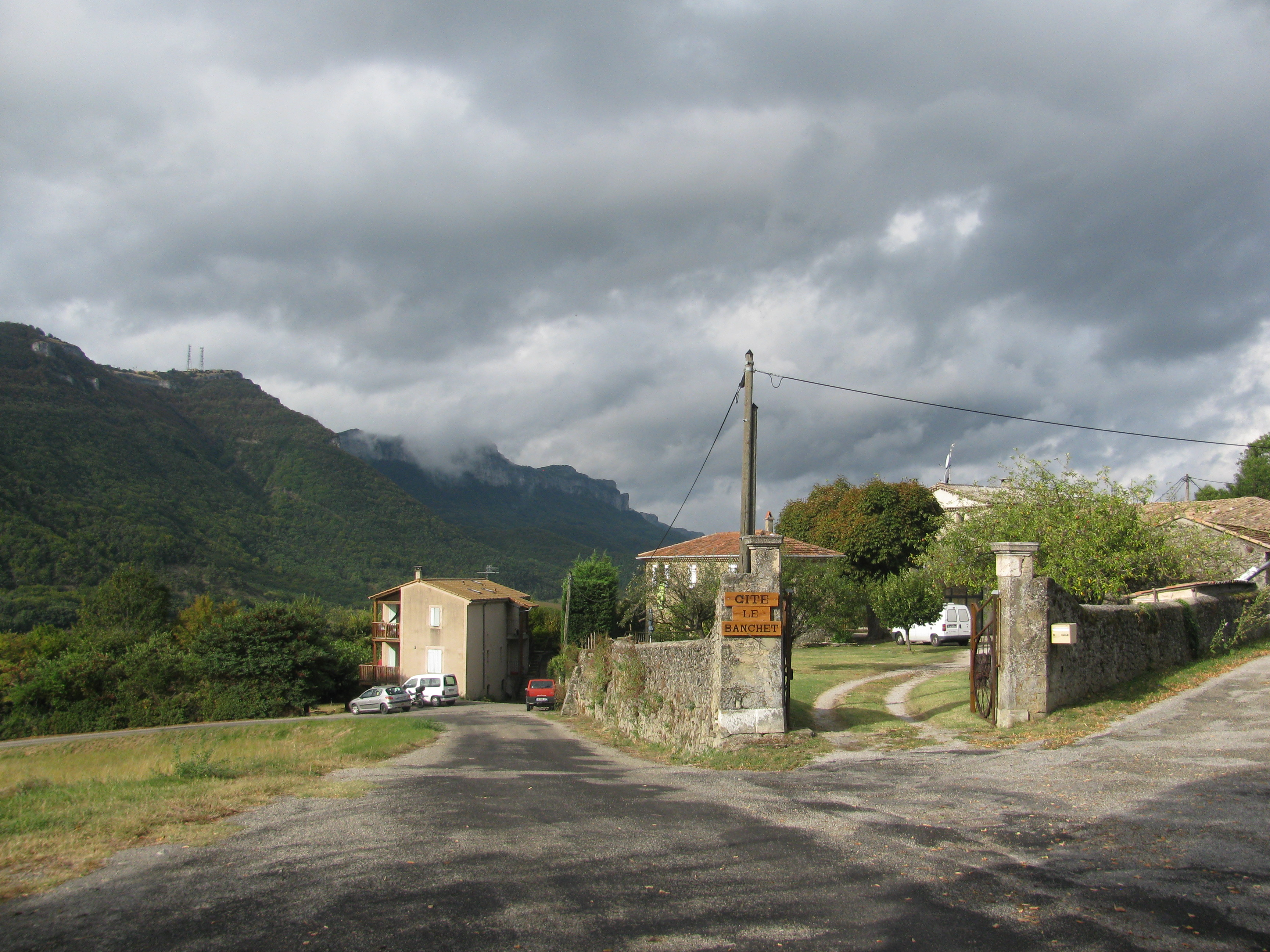
Gîte rural

La commune dispose d'un gîte rural.

## Culture locale et patrimoine

### Lieux et monuments
- Église Saint-Jean-Baptiste de Truinas, médiévale (restaurée)[13].
- Chapelle rurale[13].
- Chapelle Saint-Maurice[réf. nécessaire].
- Fermes fortes[13].

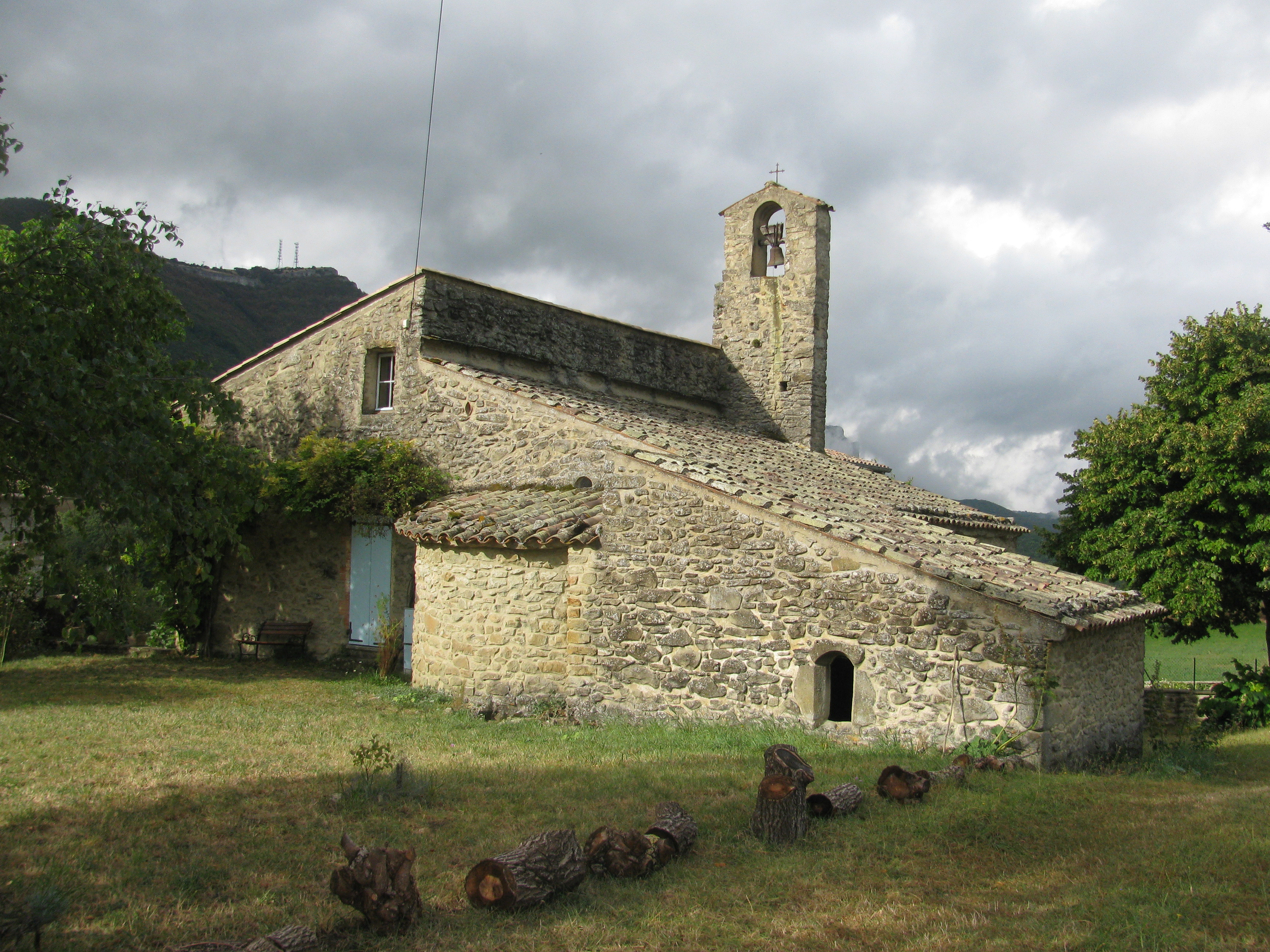
Église Saint-Jean-Baptiste.
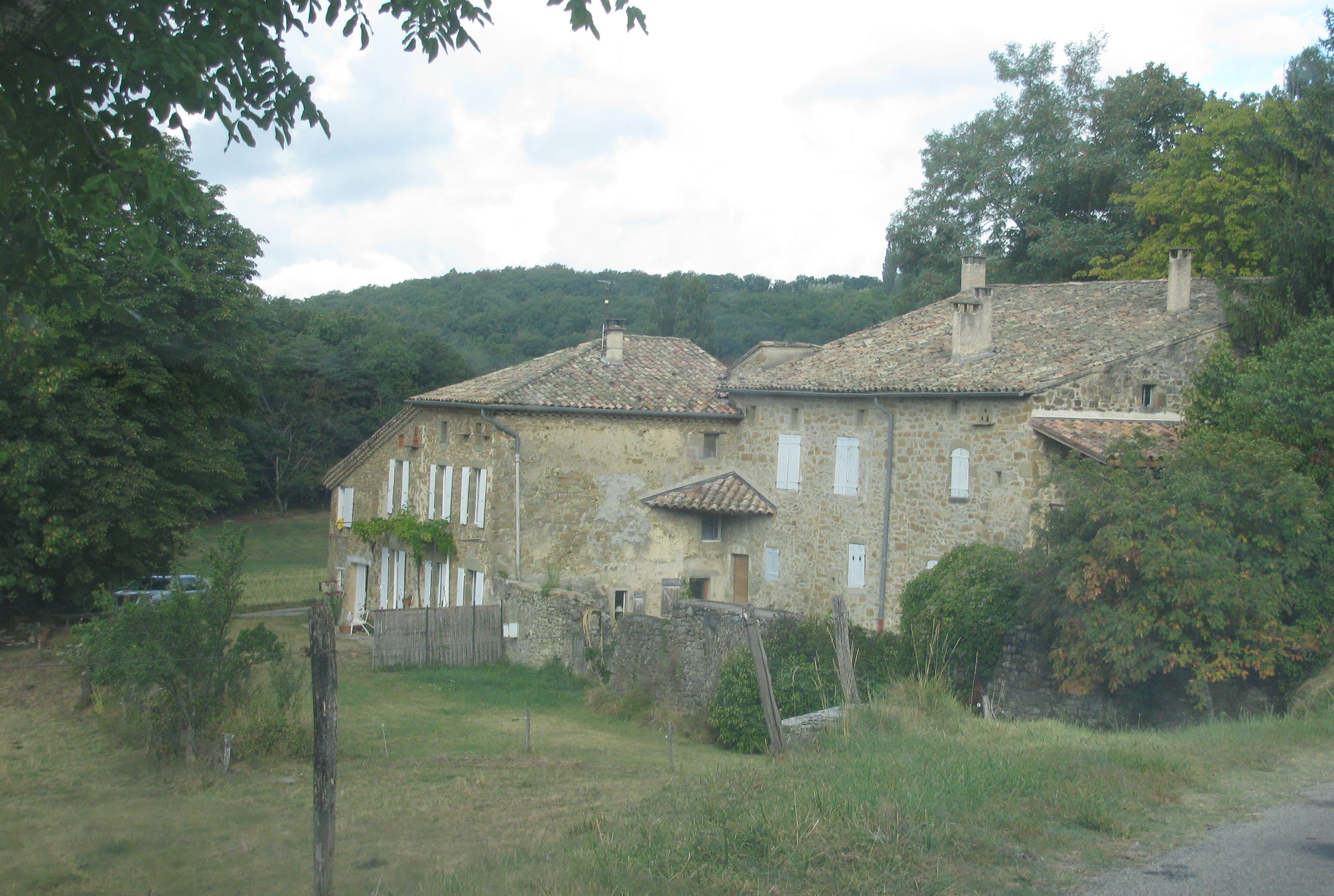
Boutière.
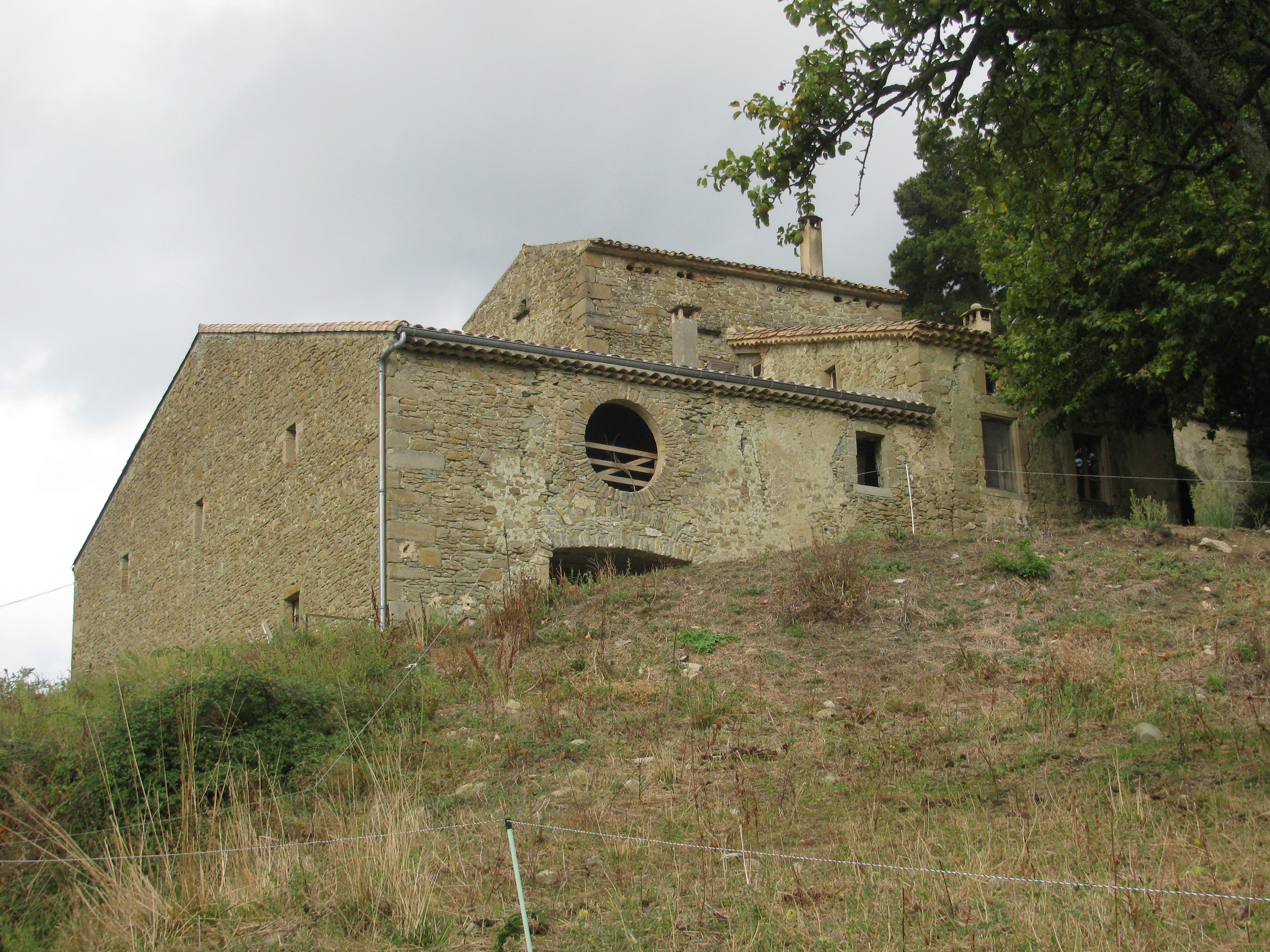
Grangeon à oculus.
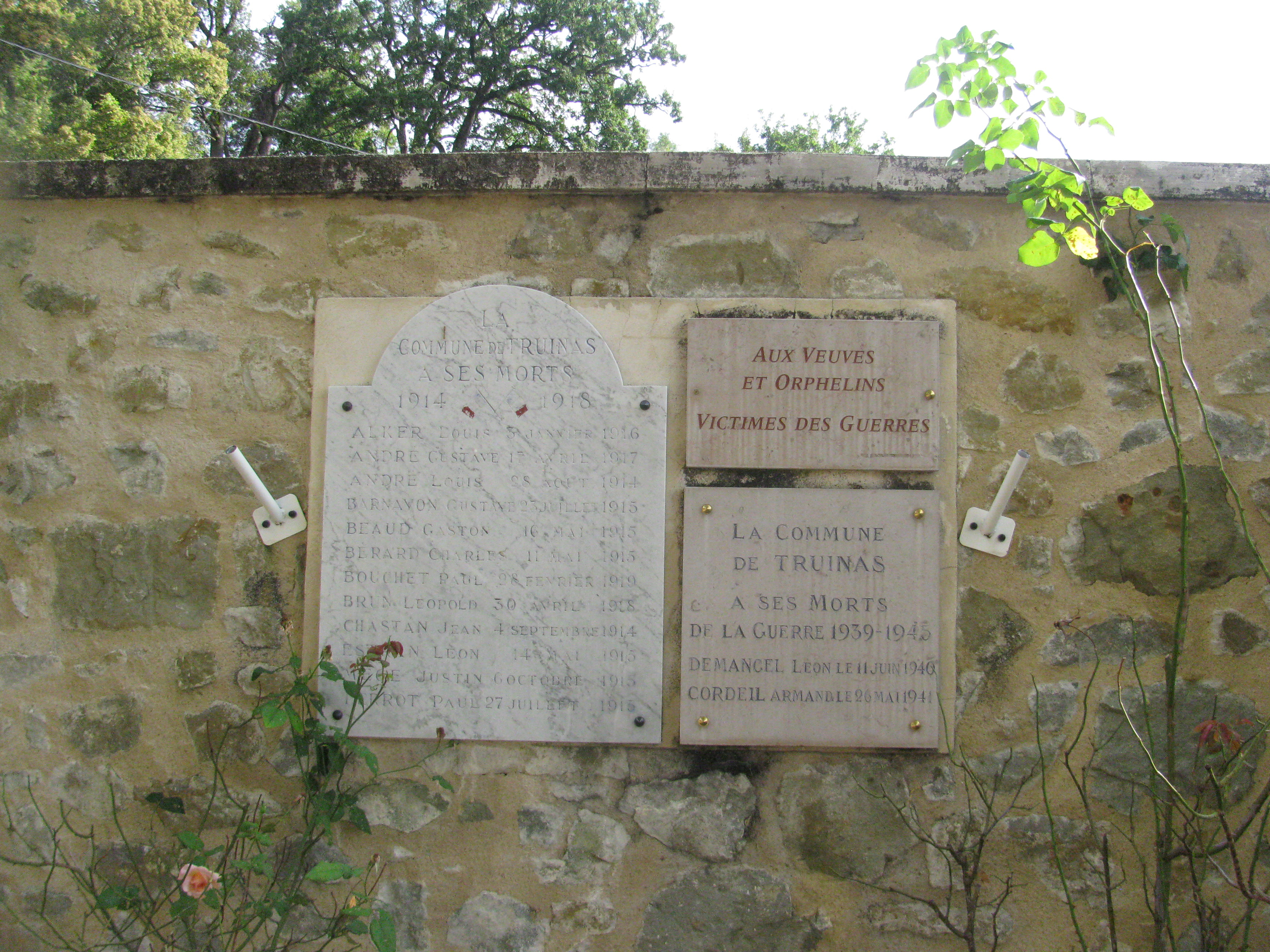
Plaques commémoratives.
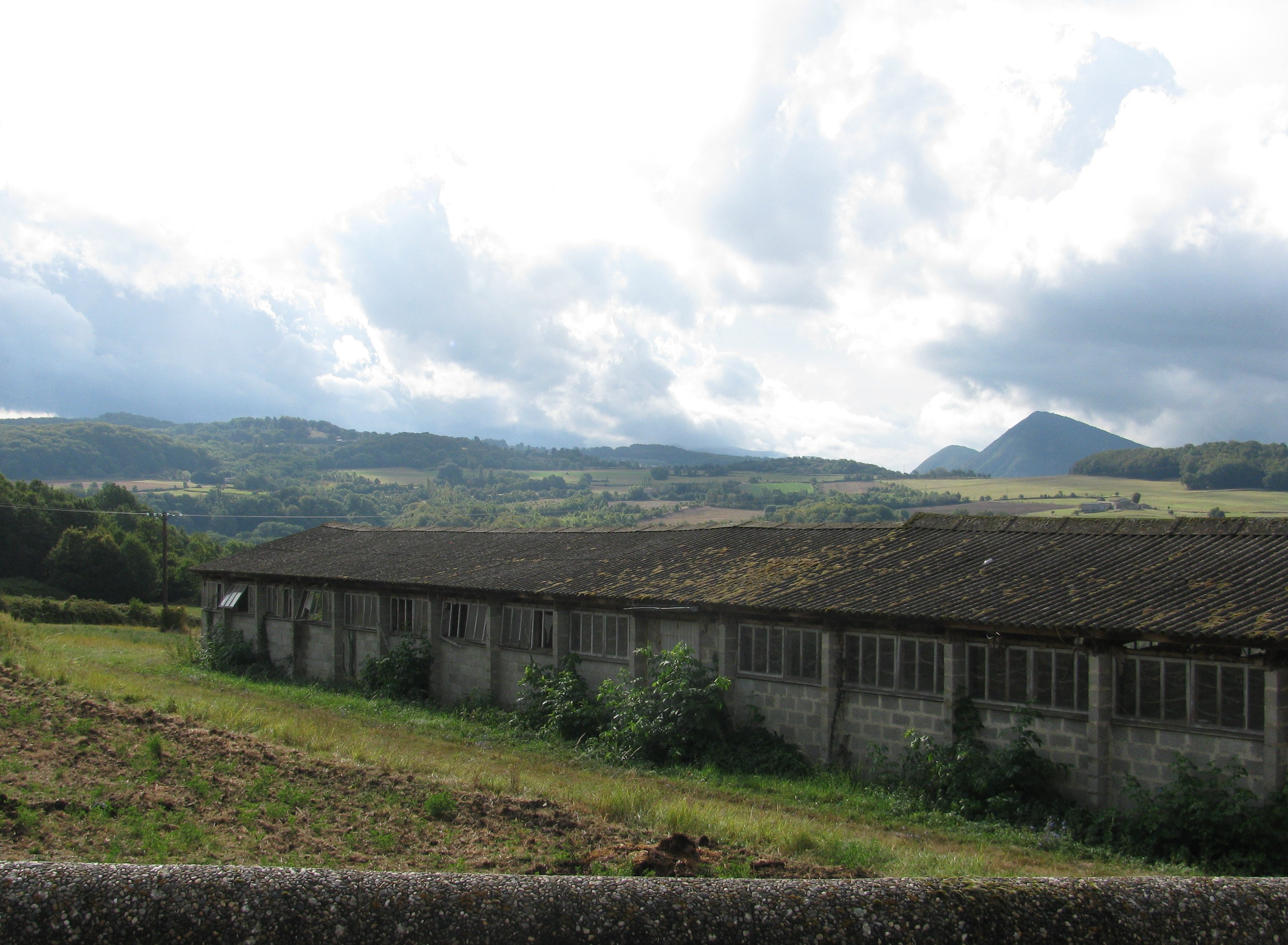
Ancien élevage de poules.

### Patrimoine naturel

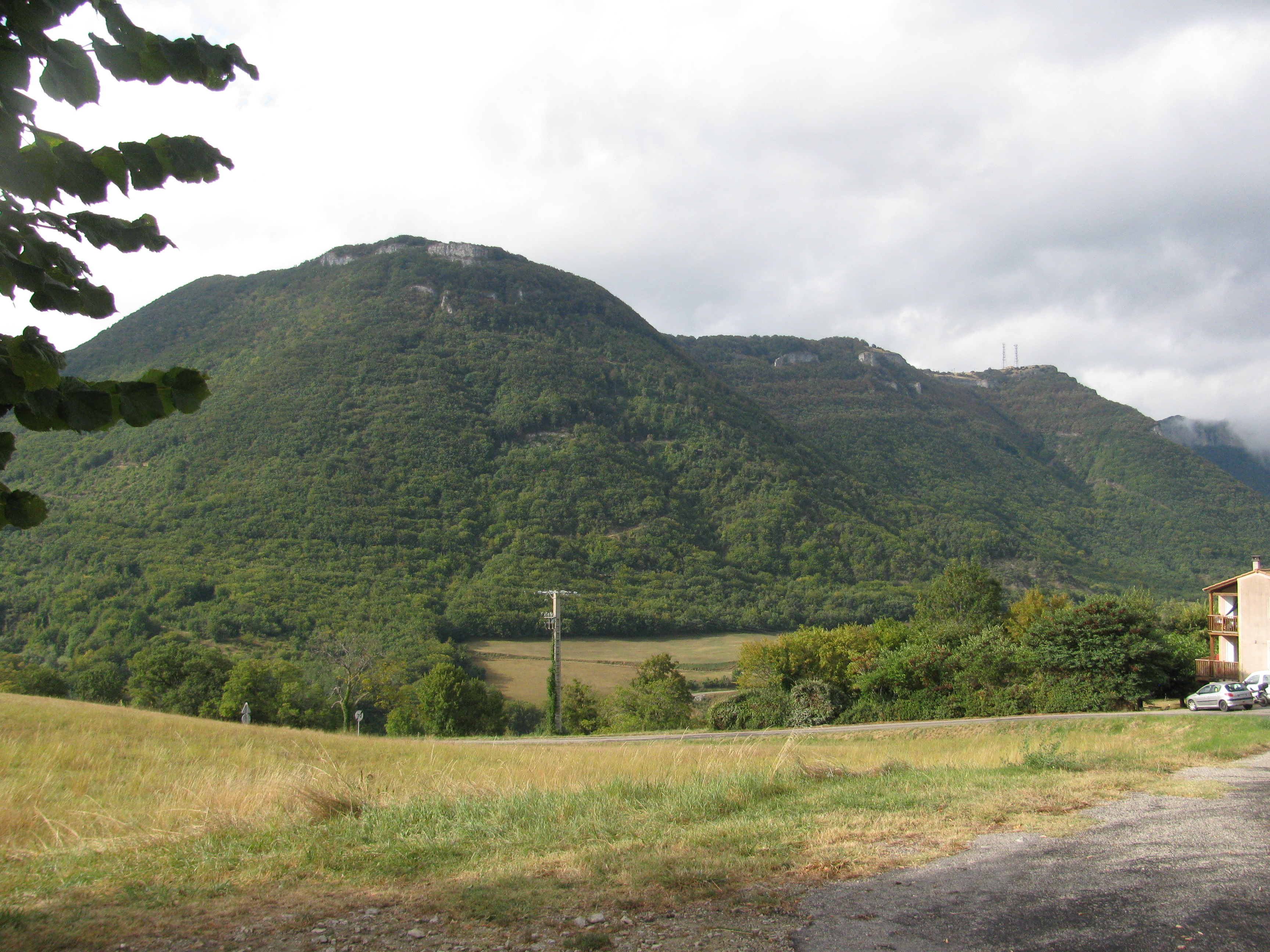
Forêt.

### Personnalités liées à la commune
- Joseph Vacher (1869-1898 guillotiné) : ce tueur en série assassina Aline Alaise (13 ans) le 22 septembre 1895.
- Geneviève de Gaulle-Anthonioz (1920-2002) : résistante, déportée et présidente d'ATD Quart Monde, a rédigé La traversée de la nuit à Truinas[20].
- André du Bouchet (1924-2001) : poète français, mort et enterré à Truinas.

### Héraldique, logotype et devise
|  | Truinas possède des armoiries dont l'origine et le blasonnement exact ne sont pas disponibles. |